# 윌리엄 패트릭 딘
윌리엄 패트릭 딘 경(영어: Sir William Patrick Deane, AC, KBE, QC, 1931년 1월 4일 ~ )은 오스트레일리아의 변호사이자 판사이다. 1996년 2월 16일부터 2001년 6월 29일까지 제22대 오스트레일리아의 총독을 역임했었다.

## 생애
빅토리아주 멜버른 출신이며 가톨릭 학교와 시드니 대학교 법학과를 전공했다. 가톨릭의 사회 활동을 하면서 정치 활동에 도전했지만 정당의 내분 등에 환멸을 느끼고 정치 활동을 그만둔다. 하지만 가톨릭의 사회 활동 중에 겪은 사회 문제나 인종 차별 반대 운동에 관련된 사실은 그에게 큰 영향을 주었다.
1977년에는 뉴사우스웨일스주 대법원 판사로 임명되었고 1982년 6월부터 1995년 8월까지 오스트레일리아 고등법원 판사를 역임했다. 고등법원 판사 재직 시절에 내린 판결 중에서 대표적인 판결은 오스트레일리아 원주민의 정착 권리를 인정한 마보(Mabo) 판결이 있다.
1995년 8월에는 폴 키팅 총리로부터 빌 헤이든의 후임 총독으로 지명되었으며 오스트레일리아의 군주이기도 한 엘리자베스 2세 영국 여왕으로부터 오스트레일리아의 총독으로 임명되었다. 2000년 시드니 하계 올림픽 개막식에서는 엘리자베스 2세를 대신하여 공식적인 개회 선언을 맡았다.

## 상훈
- 1982년 8월 10일 대영 제국 훈장 사령관 기사 (KBE)
- 1988년 1월 26일 오스트레일리아 훈장 컴패니언 (Companion), 성 대그레고리오 훈장 최고사령관, 성 요한 훈장